# Río subterráneo

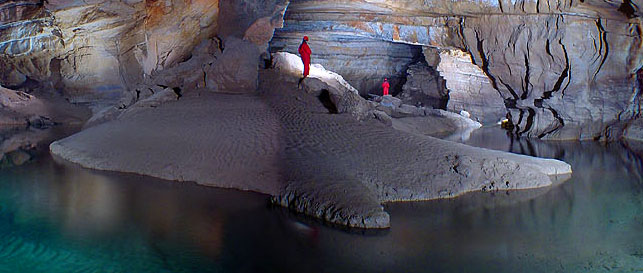
Krizna jama.

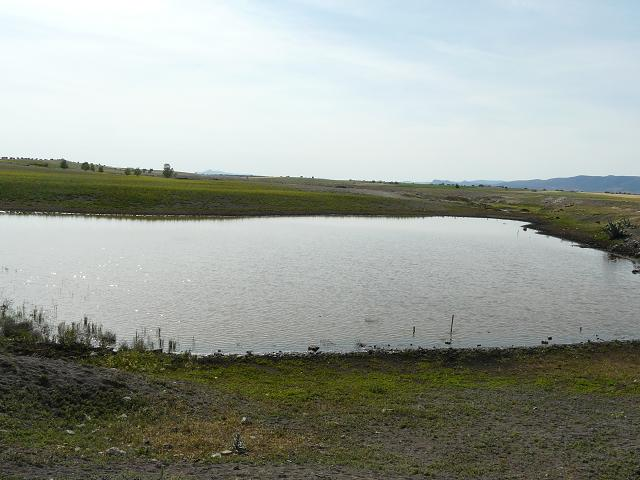
Ojos del Guadiana.

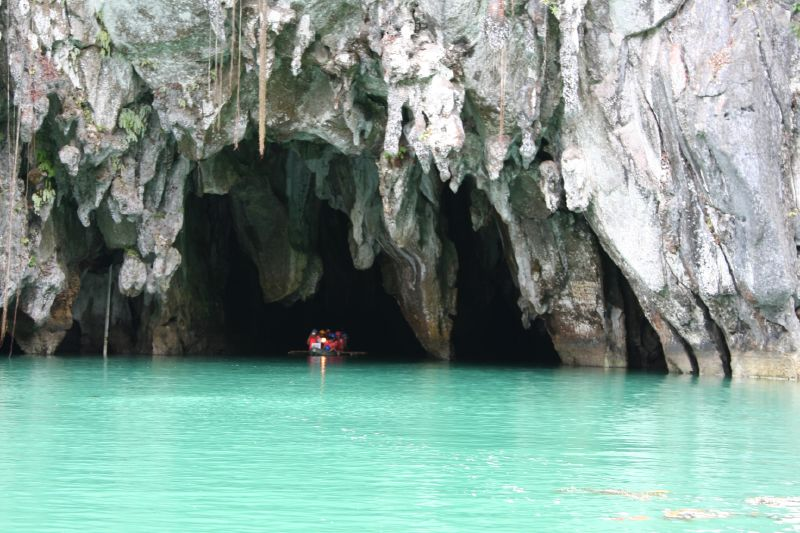
Puerto Princesa.

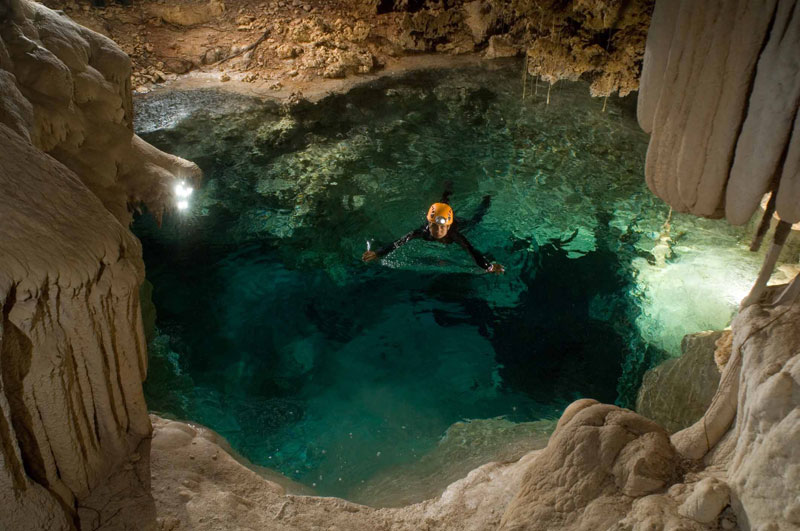
Río Secreto.

Un río subterráneo es un río que discurre total o parcialmente bajo la superficie terrestre, de modo que su cauce no es visible excepto por procedimientos espeleológicos.
Pueden ser completamente naturales, fluyendo en sistemas de cuevas como es característico en el relieve kárstico. Estos ríos pueden desaparecer de su recorrido superficial en grandes tramos y continuar fluyendo bajo tierra; pudiendo o no volver a emerger más adelante. A veces la ocultación del río se produce de forma espectacular, al introducirse horizontalmente en una gruta o despeñarse verticalmente en una sima. Hay peces como los Amblyopsidae y otros organismos adaptados que viven en ríos y lagos subterráneos.
También pueden ser ríos que han sido cubiertos de forma artificial (canalización, obra de drenaje, alcantarilla) como consecuencia del desarrollo urbano. El moderno diseño urbano busca la recuperación de cauces a cielo abierto, como se ha producido en Seúl con el Cheonggyecheon.
No deben confundirse los ríos subterráneos con otro tipo de fenómenos hidrológicos: los cauces intermitentes (arroyo, barranco, torrente, rambla, uadi), los ríos que desaparecen por infiltración o evaporación sin dar origen a ningún cauce subterráneo (como el Okavango), los ríos influentes (también llamados "río perdedor" -perte, losing stream-, el que cede agua por infiltración a las capas freáticas o acuíferos -véase también efluente y afluente-, como el Big Lost River -que desaparece en Big Lost River Sinks, incorporando su caudal al acuífero del río Snake-), o los subálveos (que fluyen bajo el cauce de un río, como sería el caso del Hamza bajo del Amazonas). Estos son muy importantes para la vida.

## Naturales
- Sistema de cuevas de Križna jama[7] (Poljé o dolina de Lož -Loška dolina o Loško polje-,[8] Carniola Interior, Eslovenia), con 22 lagos subterráneos.
- Río Punkva (Moravia, República Checa).
- Sumidero del Danubio (Immendingen, Alemania)
- Guadiana (Ciudad Real, España); la propia identidad del río es un tópico cultural español (porque "aparece y desaparece"), siendo su nacimiento incógnito (Lagunas de Ruidera, Tablas de Daimiel, alguno de sus afluentes -ríos Guadiana Viejo, Záncara o Cigüela-, Ojos del Guadiana -donde se oculta y resurge-).
- Cueva de Albarellos (Avión, Orense, España).[9]
- Cova de la Font Major[10] (Espluga de Francolí, Tarragona, España).
- Río Auzmendi en la Cueva de Cuberes[11] (Conca de Dalt, Lérida, España).
- Grutas de San José (Vall de Uxó, Castellón, España).[12]
- Confluencia entre Ródano y Valserine (Pertes du Rhône, Pertes de la Valserine).[13]
- Labouiche[14] (Foix, Ariège, Francia).
- Río subterráneo de La Cumbrecita (Córdoba, Argentina).
- Parque nacional de las Cavernas del Río Camuy (Puerto Rico).
- Sistema Sac Actun[15] (península de Yucatán, México).
- Río Secreto (Riviera Maya -Puerto del Carmen, México-).[16]
- Lost River[17] (Indiana, Estados Unidos).
- Río Mojave (California, Estados Unidos).
- Río Santa Fe[18] (Florida, Estados Unidos).
- Sistema de barrancos Hamilton y Sistema de barrancos de Toronto (Ontario Canadá).[19]
- Phong Nha-Ke Bang (Vietnam).
- Puerto Princesa (isla de Palawan, Filipinas).
- Río Hamza (Brasil)

## Artificiales

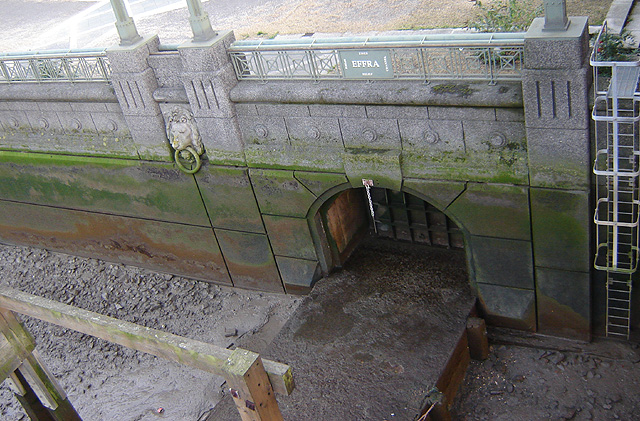
El Effra, en Londres.

- Dommel,[21] Países Bajos
- Río Fleet y otros de Londres[22]
- Hobart Rivulet[23] (Tasmania, Australia)
- Neglinnaya,[24] Moscú
- Río Bièvre, París

## En mitología y literatura

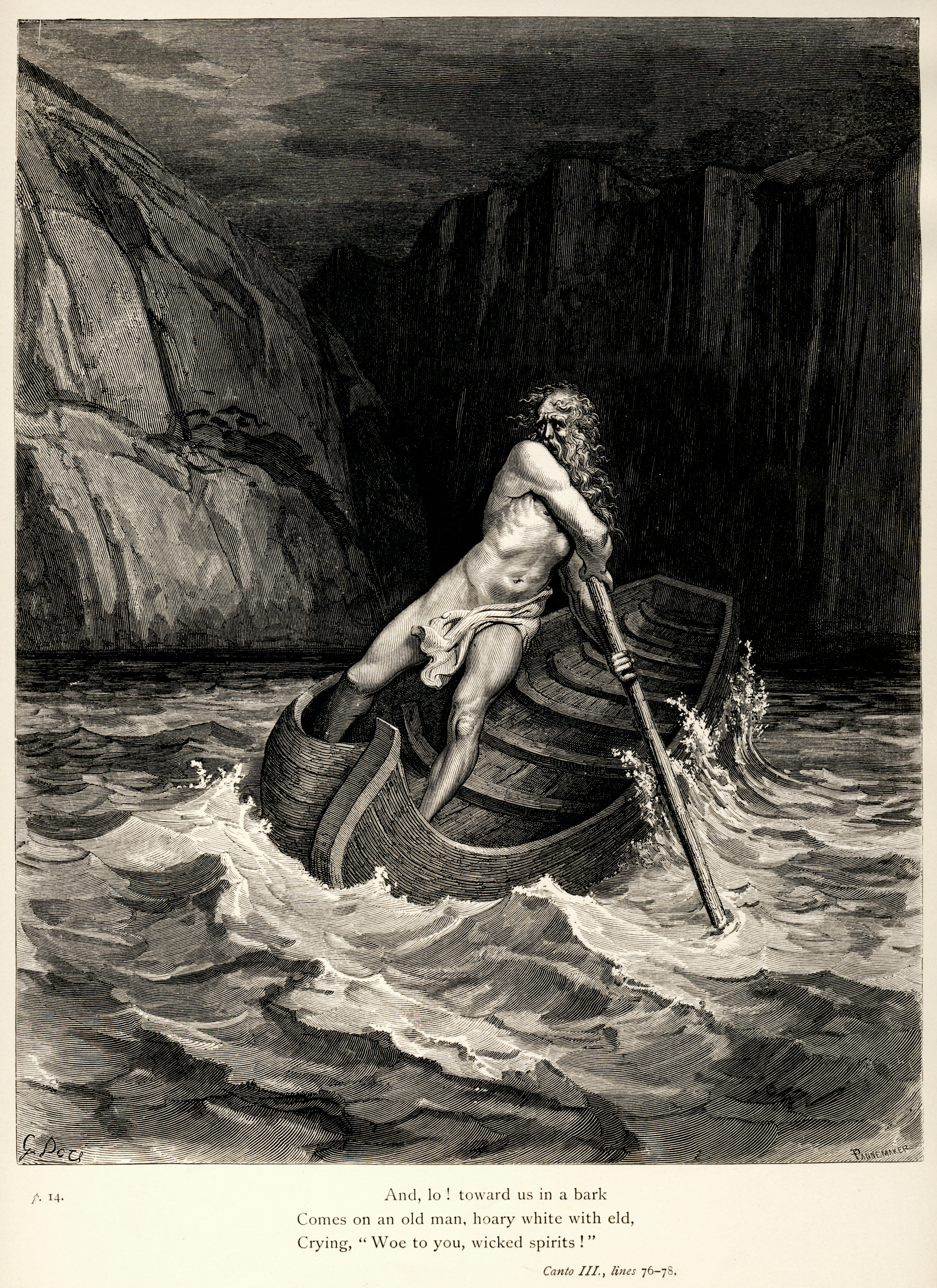
El Aqueronte de Dante en un grabado de Doré.

En la mitología griega hay numerosos ríos subterráneos: Styx (Estigia), Flegetón, Aquerón, Cocytus y Lethe. Dante Alighieri, incluye en el Infierno de su Divina Comedia los ríos Aquerón, Flegetón y Estigia.
Jules Verne en su novela Viaje al centro de la Tierra describe un río subterráneo.